# Craig M. Crews
Craig Martin Crews (* 1. Juni 1964 in Newport News, Virginia) ist ein US-amerikanischer Biochemiker an der Yale University.

## Leben und Wirken
Crews erwarb 1986 an der University of Virginia einen Bachelor in Chemie und – nach einem Studienaufenthalt 1986/87 an der Universität Tübingen als Fellow des DAAD – 1993 bei Raymond L. Erikson an der Harvard University mit einer Arbeit zur Aufreinigung und Klonierung von MEK1 einen Ph.D. in Biochemie. Als Postdoktorand arbeitete Crews bei Stuart L. Schreiber, ebenfalls in Harvard, bevor er 1995 eine erste Professur an der Yale University erhielt, wo er bis 2007 zu einer ordentlichen Professur aufstieg. Seit 2003 ist er geschäftsführender Direktor des Yale Center for Molecular Discovery. 2010 erhielt er eine nach Lewis B. Cullman benannte Professur für Molekular-, Zell- und Entwicklungsbiologie. Seit 2018 hat er eine nach John C. Malone benannte Professur derselben Teilgebiete inne.
Crews ist insbesondere für die Konzeption und das Proof of Concept von PROTACs bekannt, Molekülen, die mittels Aktivierung von Proteasen den gezielten Abbau von Proteinen induzieren und somit als neuartige Arzneimittel (Targeted Protein Degradation, gezielter Proteinabbau) eingesetzt werden können. Ein weiterer von Crews entwickelter Wirkstoff ist Carfilzomib, ein Arzneistoff aus der Klasse der Proteasom-Inhibitoren. Zur kommerziellen Verwertung seiner Forschungsergebnisse gründete Crews mehrere Unternehmen, 2003 Proteolix (2009 an Onyx Pharmaceuticals verkauft), 2013 Arvinas, 2018 Halda Therapeutics und 2025 Quarry Thera.
Laut Google Scholar hat Crews einen h-Index von 113, laut Datenbank Scopus einen von 90 (jeweils Stand August 2025).

## Auszeichnungen (Auswahl)
- 2006 Friedrich Wilhelm Bessel-Forschungspreis der Alexander-von-Humboldt-Stiftung
- 2013 Fellow der American Association for the Advancement of Science[3]
- 2020 Heinrich-Wieland-Preis der Boehringer-Ingelheim-Stiftung[4]
- 2021 Scheele-Preis der schwedischen pharmazeutischen Gesellschaft (Apotekarsocieteten)[5]
- 2023 Ehrendoktorat der Technischen Universität Dortmund[6]
- 2023 Bristol-Myers Squibb Award der Bristol-Myers-Squibb-Stiftung
- 2023 Gabbay Award des Rosenstiel Basic Medical Sciences Research Center (Brandeis University)[7]
- 2025 Passano Award der Passano Foundation[8]